# Hispano Aviación HA-100 Triana
L'Hispano Aviación H-100 Triana fou un avió monoplà d'entrenament dissenyat per la companyia espanyola Hispano Aviación S.A. (subsidiària de Hispano-Suiza) durant la dècada dels anys cinquanta amb l'ajut del cèlebre enginyer Willy Messerschmitt. El nom és un homenatge al barri sevillà de Triana, on Hispano Aviación tenia la seua fàbrica principal.

## Disseny i desenvolupament

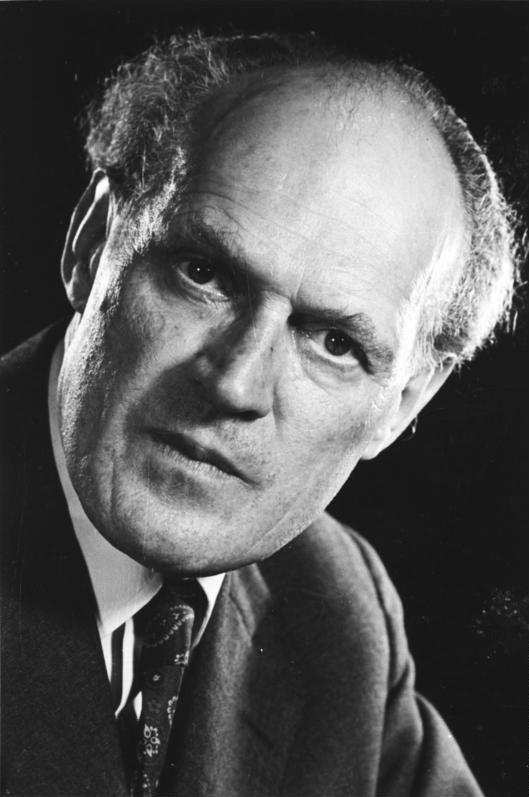
Willy Messerschmitt l'any 1969.

Després de complir dos anys de presó a Alemanya com a part dels judicis contra el nazisme, en Willy Messerschmitt es traslladà a Espanya, on pretenia continuar la seua labor de desenvolupar avions de guerra. Amb aquest objectiu muntà l'Oficina Tècnica Prof. Messerschmitt i, en cooperació amb Hispano Aviación, dissenyà el seu primer avió de postguerra: el Ha-100 Triana, en honor del barri sevillà.
Aquest aparell responia a una comanda del Ministeri de l'Aire d'Espanya feta l'any 1951, per adquirir un avió que fóra capaç de complir els rols d'entrenador bàsic amb un motor de 330 kW i avançat amb un motor de 590 kW. També eres requerides unes velocitats màximes de 387 km/h i 478 km/h respectivament i l'habilitat de la versió avançada per muntar armament que servís per entrenar als nous pilots de caça i caça bombarder. Consegüentment, el Triana era un avió monoplà totalment metàl·lic, d'ala baixa i tren d'aterratge retràctil. Biplaça amb alumne i professor col·locats en tàndem amb controls totalment duplicats. Les ales presentaven slats i dispositius hipersustentadors similars als del Bf-109. Addicionalment, també es plantejà que el seu manteniment fos fàcil i de baix cost.
Tanmateix, aquest projecte estigué plagat de problemes ja d'ençà la seua concepció, ja que en Willy projectà una sèrie d'elements per l'avió molt difícils d'adquirir per part del règim a causa del bloqueig internacional i la falta de divisa. Entre aquests destaquen refrigeradors, instrumental, rodes i el sistema hidràulic del mateix tren d'aterratge. A més, el motor proposat, un Elizalde Sirio de 330 kW (450 CV) fou impossible d'adquirir havent d'escollir-se l'ENMASA Beta, més pesant. A més, Hispano Aviación mancava instal·lacions per realitzar proves estàtiques i dinàmiques sobre el model, endarrerint encara més la construcció. Tot i això el 10 de desembre de 1953, 26 mesos després de la seua concepció, el HA-100E-1 s'enlairà per primer cop. Però aquest primer vol mostrà més deficiències de l'aeronau, especialment la inadequació de la planta motriu que hi hagué de substituir-se per un Wright Cyclone 7 de 588 kW (800 CV) al segon prototip, anomenat HA-100F-1. Aquest volà per primera vegada el febrer de 1955 i el seu rendiment es considerà favorable encomanant-se 40 unitats.
Malauradament aquestes mai serien produïdes ja que fou impossible obtenir tots els motors necesaris. L'any 1957 el projecte fou cancel·lat i els prototips desballestats. Algunes de les parts serien aprofitades al futur Hispano Aviación HA-200 Saeta i l'Estat elegí importar el North American T-28A Trojan per entrenar els seus pilots, de pitjor prestacions pero més fàcil adquisició.

## Variants

### HA-100E-1
Versió d'entrenament bàsic amb motor ENMASA Beta de 560 kW (755 CV). 1 unitat.

### HA-100F-1
Variant d'entrenament avançat amb motor Wright R-1300 i possibilitat d'afegir armament sota les ales. 1 unitat.

### HA-110
Projecte per equipar l'entrenador bàsic amb motors ENMASA Sirio de 336 kW (450 CV). Cap unitat.

## Especificacions (HA-100E-1)

### Característiques generals
- Tripulació: 2 (alumne i entrenador).
- Longitud: 8,87 m.
- Envergadura: 10,40 m.
- Altura: 3,05 m.
- Superfície alar: 17,0 m².
- Pes buit: 1.024 kg.
- Pes màxim: 1.743 kg.
- Planta motriu: 1 motor radial de nou cilindres refrigerat per aire ENMASA Beta de 560 kW (755 CV).

### Rendiment
- Velocitat màxima: 478 km/h.
- Abast: 840 km.
- Sostre: 9.500 m.